# Presa de Zeyzoun
La presa de Zeyzoun es una presa de contención fallida cerca de Zayzun, en la Gobernación siria de Hama. Contenía agua bombeada del cercano río Orontes. La presa se terminó en 1996 y su principal objetivo era el riego de unas 14.000 ha (35.000 acres). El embalse se llenaba en invierno y se vaciaba en verano.
La presa falló el 4 de junio de 2002, matando a 27 personas, desplazando a 2.000 y afectando directamente a más de 10.000. Horas antes de la rotura de la presa, por la tarde, se observaron grietas en el dique. La gente fue evacuada cuando el agua empezó a entrar por las grietas. El agua acabó abriendo un agujero de 80 m de ancho en la presa que liberó una ola de agua de 3,3 m de altura. El agua arrasó 80 km2, destruyó 251 casas y dañó cientos más.Varias organizaciones internacionales, organizaciones no gubernamentales y naciones enviaron ayuda. Al parecer, las autoridades sirias habían hecho caso omiso de las advertencias de que la presa necesitaba reparaciones importantes.